# Mirza coquereli
Mirza coquereli är en däggdjursart som först beskrevs av Alfred Grandidier 1867.  Mirza coquereli ingår i släktet Mirza och familjen muslemurer. Inga underarter finns listade i Catalogue of Life.

## Utseende
Denna primat har en långsträckt kropp och en lång svans. Den når en kroppslängd (huvud och bål) av cirka 25 cm, en svanslängd av 31 till 32 cm och en vikt av 300 till 320 g. Hos Mirza coquereli har pälsen på ovansidan en brun till gråbrun grundfärg med gulaktig eller rosa skugga. Pälsen på undersidan bildas av hår som är grå vid roten och gul vid spetsen. Den något yviga svansen har en mörkare spets. Arten är större än muslemurer av släktet Microcebus och mindre än vesslemakier som lever i samma region. Den rör sig allmänt snabbare än muslemurer av släktet Cheirogaleus. Mirza coquereli saknar i motsats till släktet Phaner ansiktsmönster.

## Utbredning och habitat
Arten förekommer med flera från varandra skilda populationer på västra Madagaskar. Den lever i låglandet och i kulliga områden upp till 700 meter över havet. Habitatet utgörs av lövfällande skogar som ofta ligger nära vattendrag, av galleriskogar och av trädodlingar.

## Ekologi
Individerna lever största delen av livet ensam. Undantag är hanar och honor vid parningen samt honor med ungar. Denna primat är aktiv på natten och vilar på dagen i boet som är klotrunt och som skapas av kvistar och av andra växtdelar. Boet byggs i träd cirka 2 till 10 meter över marken. Hos de populationer som är mera kända sker parningen i november. Honan föder efter ungefär tre månader dräktighet tvillingar eller sällan en unge. Cirka tre veckor efter födelsen blir ungarna självständiga. Under den första tiden efter födelsen transporterar honan sina ungar i munnen. Senare parkeras de gömd i den täta växtligheten.
Området kring boet försvaras mot artfränder. Andra delar av de 1 till 4 hektar stora reviren kan överlappa varandra. Vanligen delar en hanne revir med flera honor. Boet har ungefär en diameter av 50 cm. Individerna har olika läten för att visa sin närvaro för artfränder och de markerar reviret med saliv, körtelvätska och urin. I vissa delar av utbredningsområdet blir det påfallande kallt under vintern men arten håller ingen vinterdvala och den intar inte heller ett stelt tillstånd (torpor).
Mirza coquereli är allätare och livnär sig av frukter, blommor, unga växtskott, naturgummi samt av smådjur som insekter, grodor, spindlar, mindre ödlor och småfåglar.